# Swetłana Lesewa
Swetłana Mitkowa Lesewa (bułg. Светлана Миткова Лесева, z domu Isaewa [Исаева]; ur. 18 marca 1967 w Montanie) – bułgarska lekkoatletka specjalizująca się w skoku wzwyż, uczestniczka letnich igrzysk olimpijskich w Barcelonie (1992).

## Sukcesy sportowe
- mistrzyni Bułgarii w skoku wzwyż – 1990[1]
- halowa mistrzyni Bułgarii w skoku wzwyż – 1995[2]

| Rok  | Miasto    | Zawody                      | Konkurencja | Wynik         |
| ---- | --------- | --------------------------- | ----------- | ------------- |
| 1985 | Chociebuż | mistrzostwa Europy juniorów | skok wzwyż  | brązowy medal |
| 1986 | Madryt    | halowe mistrzostwa Europy   | skok wzwyż  | 7. miejsce    |
| 1986 | Stuttgart | mistrzostwa Europy          | skok wzwyż  | srebrny medal |
| 1986 | Moskwa    | igrzyska Dobrej Woli        | skok wzwyż  | brązowy medal |
| 1987 | Rzym      | mistrzostwa świata          | skok wzwyż  | 7. miejsce    |
| 1991 | Sewilla   | halowe mistrzostwa świata   | skok wzwyż  | 8. miejsce    |
| 1994 | Helsinki  | mistrzostwa Europy          | skok wzwyż  | 7. miejsce    |
| 1995 | Göteborg  | mistrzostwa świata          | skok wzwyż  | 7. miejsce    |

## Rekordy życiowe
- skok wzwyż – 2,00 – Drama 08/08/1987